# Mohamed Zafzaf
Œuvres principales
- Le renard qui apparaît et disparaît (1989)
- L'œuf du coq (1984)

Mohamed Zafzaf (parfois orthographié Zefzaf), est un auteur marocain né à Souk El Arbaa du Rharb (Souq Larb'a al Gharb) en 1943 et mort en 2001. Écrites en arabe classique ou dialectal marocain, ses œuvres s’appuient sur les aspects de la réalité marocaine dans ses détails sociaux, éthiques et culturels. Il a contribué à faire connaître la particularité et la qualité de la littérature marocaine. Il ne faut pas le confondre avec Mohamed Zefzaf, d'origine Rifaine, né à Tanger en 1957, professeur aux États-Unis et auteur du livre pour enfants Maati in Belgium. 
A l'actif de Mohamed Zafzaf, on compte neuf recueils de nouvelles et sept romans et pièces de théâtre. Son œuvre est traduite en plusieurs langues. Elle est qualifiée d'innovante, moderne et esthétique tout en étant enracinée dans les angoisses quotidiennes de l'Homme ordinaire. 
L'une de ses œuvres les plus célèbres, Le renard qui apparaît et disparaît, se concentre sur un citoyen marocain vêtu de vêtements simples et dépareillés qui, tout en effectuant un dur labeur, ne cesse de regarder par-dessus son épaule dans l'attente des crises inexpliquées qui ne tardent pas à apparaître.

## Biographie
Né en 1943, Mohamed Zafzaf a connu une enfance difficile, avec la mort de son père, à l'âge de cinq ans. Brillant étudiant, il fait des études de philosophie, puis devient enseignant de langue arabe en lycée à Kénitra avant d'être bibliothécaire. Il part à Casablanca pour se consacrer à l'écriture, sa véritable vocation, il vécut pauvrement, dans le quartier du "Maârif", où il écrivit la plupart de ses romans.
Au début des années soixante, il s'essaye à la poésie. Il publie aussi des articles et des études sur des questions littéraires. En 1970, il publie son premier recueil de nouvelles Hiwar fi laylin moutaakhir (dialogue au bout de la nuit). Suivra en 1972 son premier roman La femme et la rose, puis des pièces de théâtre, et encore des romans et des nouvelles. Toute une œuvre qualifiée de puissante et d'étincelante. Koufyeh (Châle palestinien) toujours au cou, il descendait à la rue pour parler et écouter les gens simples. Atteint d'un cancer Mohamed Zafzaf s'éteint le 13 juillet 2001 à l'âge de 58 ans.
En 2002, un prix du roman arabe portant son nom a été créé à son hommage dans le cadre du festival d'Asilah. 

## Sélection d'œuvres
- Dialogue au bout de la nuit (Damas, 1970).
- La femme et la fleur (Beyrouth, 1972).
- Trottoirs et murs (Bagdad,1974).
- Des tombes dans l’eau (1978).
- Des maisons basses (1979).
- Le serpent est la mer (1979).
- Des maisons basses (1979).
- L’arbre sacré (1980).
- Les Gitans dans la forêt (1982).
- L'œuf du coq (Casablanca, 1984).
- L'arbre sacré (1982).
- Le roi des djinns (Casablanca, 1988).
- Le renard qui apparaît et disparaît (Casablanca, 1989).
- Bouches grandes ouvertes.

## Posterité
Le prix littéraire Mohamed Zafzaf du roman arabe, créé en 2002, a récompensé de grands noms tels que le Soudanais Tayeb Salih, le Syrien Hanna Mina ou encore le Libyen Ibrahim Al-Koni. 